# Overijsselse Vecht
Ne doit pas être confondu avec le Vecht dans la province d'Utrecht.
L'Overijsselse Vecht (en bas saxon et en allemand : Vechte) est une rivière allemande et néerlandaise de la Rhénanie-du-Nord-Westphalie et d'Overĳssel. Sa longueur est de 167 km, dont 107 en Allemagne et 60 aux Pays-Bas. La source de la Vecht est situé dans la région de Münster. Au nord de Zwolle, elle se jette dans la Zwarte Water avec un débit qui varie de 45 à 83 m3/s. Son bassin versant est de 3 780 km2. La première mention de l'Overijsselse Vecht remonte à 1232 quand la rivière est mentionnée dans le Quedam Narracio (nl).

## Géographie
Dans le pays de Münster, on trouve plusieurs sources qui alimentent la Vecht. Une de ces sources est située dans les fossés d'enceinte du château de Darfeld (de). Une autre source est le sujet d'une légende qui raconte que le prince Vechtan y serait mort noyé, en laissant son nom à la rivière.
Les principales villes situées sur la Vecht sont :
- en Allemagne : Metelen, Wettringen, Schüttorf, Nordhorn, Neuenhaus, Hoogstede et Emlichheim
- aux Pays-Bas : Gramsbergen, Hardenberg, Ommen, Dalfsen et Zwolle.

### Affluents
- Steinfurter Aa
- Dinkel
- Canal de Coevorden à la Vecht, qui remplace la Kleine Vecht (ou Kleine Coevordense Vecht) en sa fonction d'évacuation des eaux du sud de Drenthe
- Radewijke
- Regge

## Navigation sur la Vecht
Jusqu'à la fin du XIXe siècle, la Vecht a joué un rôle important dans la navigation fluviale. Toutefois, la rivière souffrait d'un débit irrégulier, qui occasionnait régulièrement un très faible niveau d'eau en été. Les bateaux utilisés, appelés zomp (nl), y étaient adaptés : pour un mouillage très peu profond, ils pouvaient transporter un maximum de marchandise. Quand le niveau d'eau était vraiment trop bas, il arrivait que les bateliers construisaient un petit barrage dans la rivière. Lorsqu'on y avait rassemblé suffisamment d'eau, le barrage était détruit et on pouvait continuer son chemin.
On transportait beaucoup de grès de Bentheim, un matériau très utilisé pour la construction de maisons. Afin de diminuer le temps de parcours jusqu'à Zwolle, on a creusé la Nouvelle Vecht, vers 1600. Zwolle possédait un droit de stockage sur toute la marchandise transportée sur la Vecht. Au milieu du XIXe siècle, après l'achèvement de la Dedemsvaart et sa branche de Lutterhoofdwijk, on a créé un itinéraire encore plus court entre Coevorden et Zwolle. À partir de ce moment, l'importance de la Vecht a fortement diminué.

## Canalisation de la Vecht
À partir de 1908, on a commencé les travaux de canalisation de la Vecht. Beaucoup de méandres ont été coupés, réduisant la longueur de la rivière. À la suite des travaux de canalisation, le niveau d'eau de la rivière a beaucoup baissé. Cette baisse était suffisamment importante pour qu'en 1920, on était obligé de construire sept seuils dans la Vecht. Entre l'embouchure près de Zwolle et le seuil de Junne, la rivière est restée navigable, car les seuils ont été doublés d'écluses. Au-delà de Junne, la navigation n'est plus possible. Le seuil de De Haandrik possède même une petite centrale d'électricité. Quant à la partie allemande, des travaux de canalisation ont été menés dans les années 1960. Sur toute la longueur de la rivière, les rives ont été renforcées avec des grandes pierres.